# 何闽旭
何闽旭（1955年10月—），福建邵武人，中共党员，曾任安徽省副省长， 2007年12月25日以受贿罪被判处死刑缓期执行。
何闽旭于1971年1月参加工作，从部队退役后，历任浙江省人事局干事，劳动人事局副处长，劳动人事厅人才交流中心主任，浙江劳动厅副厅长，浙江丽水地委副书记、书记，安徽省池州地委书记，池州市委书记，池州市人大常委会主任，2005年6月17日因“招商引资成绩显著”当选为安徽省人民政府副省长。
2006年6月23日，何闽旭被中纪委“双规”，通报称其“在担任浙江省丽水地委副书记、书记，安徽省池州地(市)委书记，安徽省副省长期间，利用职权为他人在土地出让、承揽工程、减免税费、职务提升等方面谋取利益，先后索要、收受他人钱物折合人民币数百万元；在处理安徽池州‘6·26’事件中严重渎职。生活腐化堕落。”8月25日，被安徽省十届人大常委会免去副省长职务。9月28日，因涉嫌受贿犯罪被逮捕。2007年12月25日，山东省临沂市中级人民法院以受贿罪判处何闽旭死刑，缓期二年执行，并处没收个人全部财产，何闽旭对此判决未上诉，判决生效。